# Copernicia macroglossa
Copernicia macroglosa, conocida como palmera de abrigo o jata de Guanabacoa es una palma de la familia Arecaceae. 

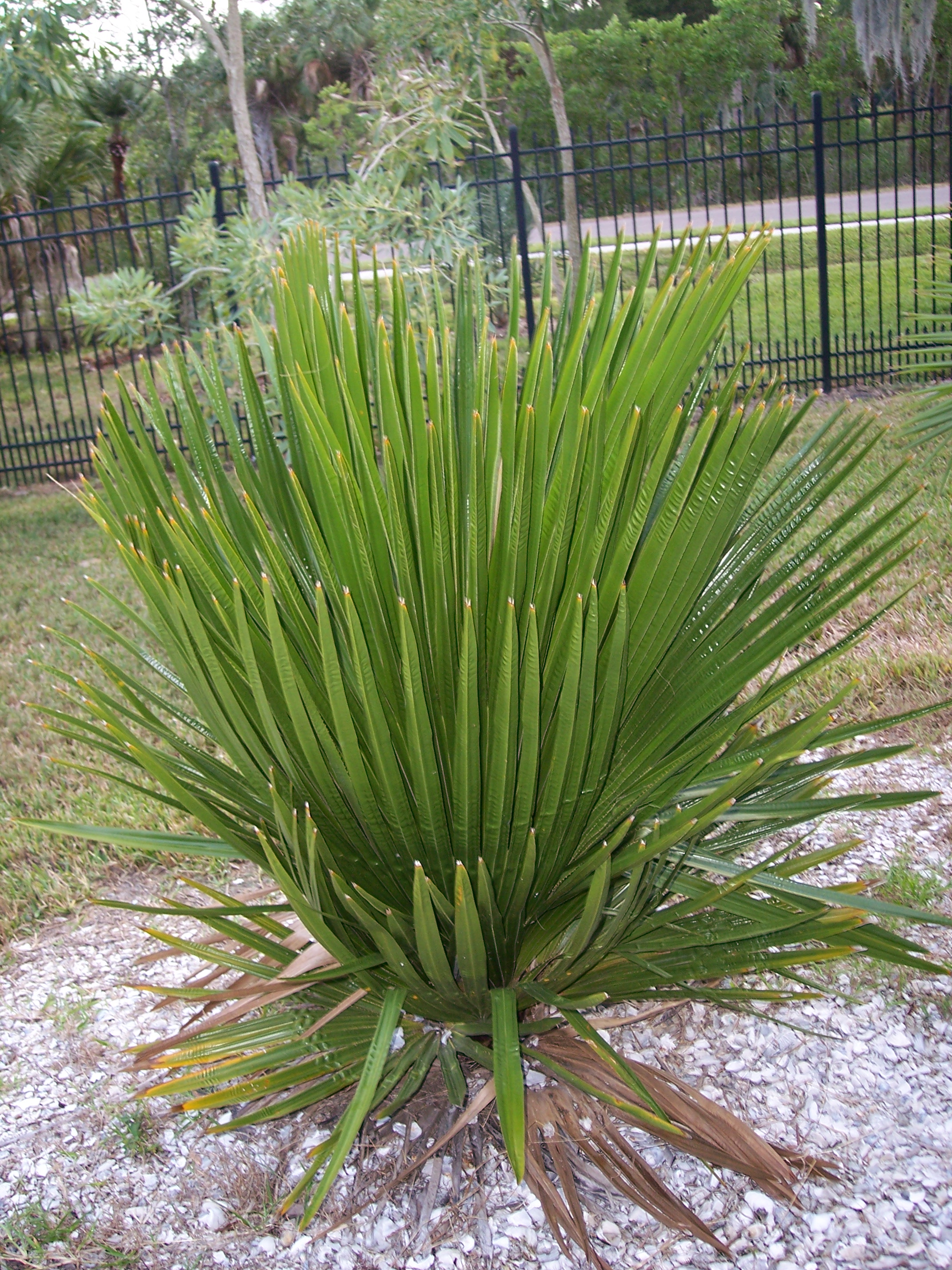
Vista de la planta

## Descripción
Esta palma alcanza 7-8 metros de altura.
La parte superior del tronco, relativamente corto, queda cubierta por una capa espesa de hojas muertas persistentes cerca de 20 años. Es por ello que esta palma adquiere un aspecto de hábito sacerdotal. Hojas en forma de abanico, distribuidas densamente en espiral, de segmentos al principio rectos y luego colgantes con pecíolos muy cortos o ausentes provistos de espinas en el margen. Inflorescencia larga, ramificada, sobresaliendo por encima de las hojas. Frutos globulares y negros.

## Distribución y hábitat
Es endémica de Cuba. Crece en los cuabales de Madruga, en Guanabacoa, en la provincia de La Habana, y en las demás provincias excepto en Oriente. 
A pleno sol en suelos bien drenados.

## Taxonomía
Copernicia macroglossa fue descrita por H.Wendl. ex Becc. (1907) y publicado en Webbia 2: 177, en el año 1907.
Etimología
Copernicia: nombre genérico que fue nombrado en honor del astrónomo polaco Nicolás Copérnico.
macroglossa: epíteto griego de las palabras μακρος, macro = "larga" y γλωσσα, glossa = "lengua".
Sinonimia
- Copernicia burretiana León
- Copernicia leonina Dahlgren & Glassman
- Copernicia torreana León[6]